# Gretz-Armainvilliers
Gretz-Armainvilliers é uma comuna francesa localizada na região administrativa da Île-de-France, no departamento Sena e Marne. A comuna possui 8578 habitantes segundo o censo de 2014.

## Toponímia
O nome da localidade é mencionado na forma ""In pago Parisiaco in villa que dicitur Gressus"" em 820; Gres em 1182; Gressium em 1209; Gresseium in Bria em 1280 (); Gres en Brie em 1389; Gres en Brye em 1466; Grez en Brie em 1774; Grez no século XVIII; Gretz ou Grès em 1829; Gretz-Armainvilliers (Decreto de 21 de outubro de 1950).
Gretz: do latim "gresum", que designa um terreno rochoso na época galo-romana. Armainvilliers significaria "a villa de Hermann".